# 死海斷層
死海斷層是中東貫穿約旦河的左移轉形斷層，斷層從西奈半島南面的紅海裂谷開始，沿著阿拉伯板塊和非洲板塊之間的板塊邊緣伸延，終點是土耳其東南部與東安那托利亞斷層交會的地方。由於兩個板塊均朝東北偏北方向移動，而東面的阿拉伯板塊移動速度較快，因此測出斷層向左移位約107公里。

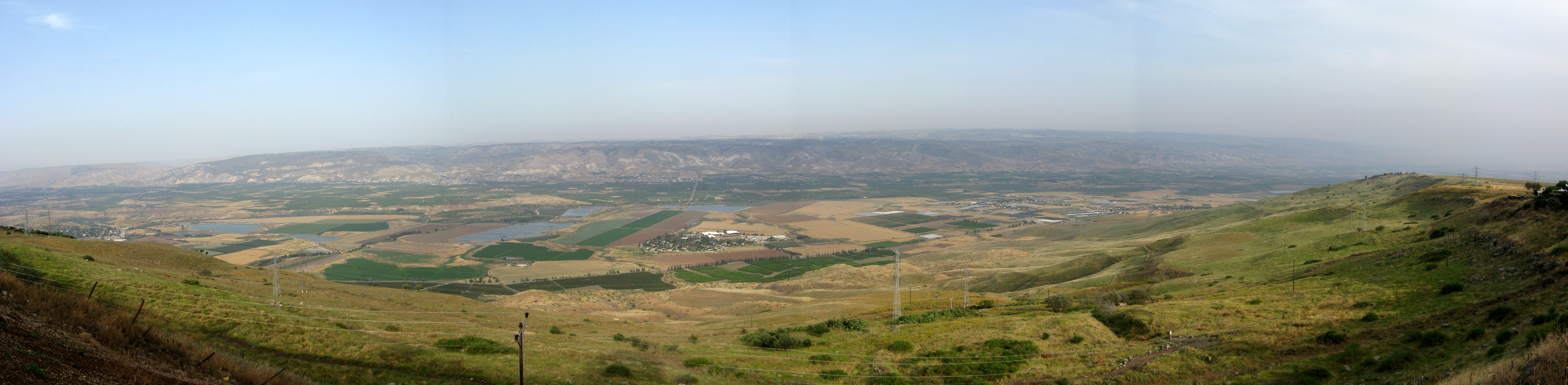
約旦河谷全景